# 76-mm-Flugabwehrkanone M1938
Die 76-mm-Flak M1938 ist eine sowjetische Flugabwehrkanone des Kalibers 76 mm. Die sowjetische Bezeichnung lautet 76-мм зенитная пушка обр. 1938 г. und bedeutet 76-mm-Flugabwehrkanone M1938. Der GAU-Index lautet 52-P-362 (52-П-362). Die Waffe ist eine Weiterentwicklung der ursprünglich von Rheinmetall entwickelten 76-mm-Flugabwehrkanone M1931 (3-K).

## Entwicklung
Die ab 1934 gebaute 76-mm-Flak M1931 hatte sich in der Roten Armee bewährt. Besonders positiv waren die ballistischen Leistungen, die wesentlich über denen der bis dahin genutzten Flugabwehrkanonen lagen. Unbefriedigend war jedoch die für den Übergang von Marsch- in Gefechtslage benötigte Zeit, die bei 3 bis 5 Minuten lag, und die geringe Marschgeschwindigkeit. Die Überarbeitung der Waffe beschränkte sich daher im Wesentlichen auf eine Überarbeitung der Lafette. Die Entwicklung wurde dem Werk Nr. 8 in Kaliningrad bei Moskau (heute Koroljow) übertragen.

## Serienproduktion
Die Serienproduktion fand ebenfalls im Werk Nr. 8 statt. Im Jahr 1939 wurden dort insgesamt 960 Geschütze produziert. Die Produktion wurde jedoch bereits in diesem Jahr zugunsten der leistungsfähigeren 85-mm-Flak M1939 eingestellt.
In die Bewaffnung der Roten Armee wurde die Kanone am 2. Oktober 1939 übernommen.

## Konstruktion

### Geschütz
Das Geschütz war weitgehend konventionell aufgebaut. Das Rohr mit einer Länge von 55 Kalibern hatte keine Mündungsbremse. Für die Waffe wurde nur noch ein einteiliges Rohr wie in den letzten Baulosen des Modells 1931 verwendet. Die hydraulische Rohrbremse und der pneumatisch-hydraulische Rohrvorholer waren unter- bzw. oberhalb des Rohres angeordnet. Der Rohrrücklauf betrug normalerweise 1150 mm, wurde aber mit zunehmender Rohrerhöhung begrenzt und betrug bei einem Winkel von 82° nur noch 600 mm. Als Verschluss kam ein senkrecht laufender halbautomatischer Fallblockverschluss zum Einsatz, bei dem eine Feder das Öffnen des Verschlusses unterstützt. Der Verschluss musste manuell geschlossen werden. Ein manuelles Öffnen war nur vor der Abgabe des ersten Schusses erforderlich, dann öffnete der halbautomatische Verschluss nach der Schussabgabe, warf die Hülse der Kartusche aus, führte die Granatpatrone von der Ladeschale in die Kammer ein und verriegelte wieder. Hinter dem Verschluss befindet sich die kurze Ladeschale, in welche die zu verschießenden Granatpatronen eingelegt wurden. Verschossen wurde patronierte Munition. Die Konstruktion erlaubte eine praktische Feuergeschwindigkeit von bis zu 20 Schuss pro Minute. Gerichtet wurde die Waffe nach Höhe und Seite rein mechanisch, elektrische Richtantriebe waren nicht vorhanden.
Die ballistischen Leitungen der Kanone änderten sich im Vergleich zum Vorgängermodell nicht.

### Lafette
Die Lafette mit der Bezeichnung ZU-8 (ЗУ-8) wurde neu konstruiert. Das Geschütz wurde auf eine vierrädrige, kreuzförmige Lafette gesetzt, jedoch war die Unterlafette nun zweiachsig. In Gefechtslage wurden die seitlichen Holme ausgeschwenkt, die Stützteller unter den Holmen manuell ausgefahren und die Räder vom Boden abgehoben, bis die Lafette waagerecht stand. In Ausnahmefällen konnte auch direkt aus der Marschlage, also ohne Abklappen der Holme und Ausfahren der Stützteller, gefeuert werden, allerdings war die Trefferwahrscheinlichkeit geringer. Die Konstruktion des Sockels wurde ebenfalls vereinfacht. Für den Übergang von Marsch- in Gefechtslage wurde eine Zeit von 1 Minute zwanzig Sekunden benötigt, die Marschgeschwindigkeit stieg auf 50 km/h.
Die Lafettenkonstruktion wurde ebenfalls für die verschiedenen 85-mm-Flugabwehrkanonen genutzt.

### Munition
Das Modell 1938 nutzte die gleichen Munitionstypen wie das Modell 1931. Zur Bekämpfung von Luftzielen wurden verschiedene Typen der Splittergranate UO-361(УО-361) genutzt. Für dieses Geschoss standen verschiedene Zeitzünder (T-5 (Т-5), KTM-1 (КТМ-1). Ebenfalls zum Einsatz kamen Schrapnelle mit der Bezeichnung USchtsch-361 (УШ-361). Die Granaten hatten ein Geschossgewicht von 6,6 kg und ein Gesamtgewicht von ungefähr 11,5 kg. Mit dem Schrapnell USchtsch-361B (УШ-361Б) lag bei einer Rohrerhöhung von 30° die maximale Reichweite bei 8200 m. Das Geschoss erreichte dabei eine Mündungsgeschwindigkeit von 813 m/s.
Im Kampf gegen Panzer kamen die Panzergranaten mit Leuchtspur UBR-361 (УБР-361) sowie die Unterkalibergranate 53-BR-361SP (53-БР-361 СП) zum Einsatz.
| Munitionsarten           |                                  |                     |                          |                   |                |
| Typ                      | Bezeichnung                      | Geschossgewicht, kg | Explosivstoffgewicht, kg | Gesamtgewicht, kg | Zünder         |
| Granaten mit Zeitzünder  |                                  |                     |                          |                   |                |
| Granate mit Zeitzünder   | UO-361 (russisch УО-361)         | 6,61                | 0,682                    | 11,5              | T-5 (Т-5)      |
| Granate mit Zeitzünder   | UO-361D (russisch УО-361Д)       | 6,61                | 0,458                    | 11,57             | T-5 (Т-5)      |
| Granate mit Zeitzünder   | UO-361K (russisch УО-361К)       | 6,61                | 0,458                    | 11,75             | TKTM-1 (КТМ-1) |
| Schrapnelle              |                                  |                     |                          |                   |                |
| Schrapnell               | USchtsch-361 (russisch УШ-361)   | 6,61                | 0,084                    | 11,3              | T-ZUG (Т-ЗУГ)  |
| Schrapnell               | USchtsch-361B (russisch УШ-361Б) | 6,61                | 0,084                    | 11,75             | T-Z (Т-З)      |
| panzerbrechende Granaten |                                  |                     |                          |                   |                |
| panzerbrechende Granate  | UBR-361 (russisch УБР-361)       | 6,6                 | 0,119                    | 11,3              | MD-5 (МД-5)    |
| Wuchtgeschoss            | UBR-361SP (russisch УБР-361СП)   | 6,6                 | –                        | 11,3              | –              |

## Einsatz

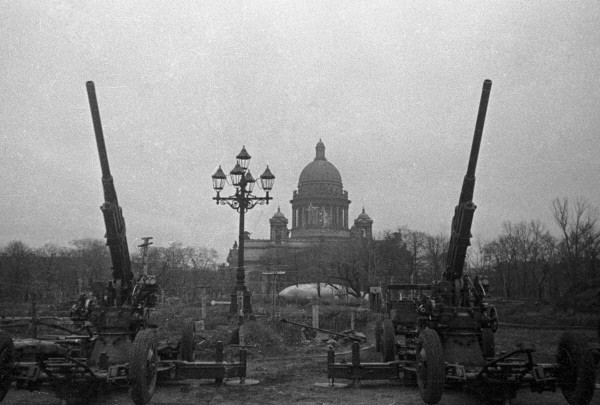
76-mm-Flak M1938 im Einsatz bei der Luftverteidigung Leningrads während des Zweiten Weltkrieges

Die Waffe wurde von der Roten Armee im Winterkrieg und im Zweiten Weltkrieg eingesetzt.
Von der deutschen Wehrmacht erbeutete und eingesetzte Geschütze erhielten die Bezeichnung 7,62cm Flak M38 (r).